# فيكولي (أومبريا)
فيكولي (بالإيطالية: Ficulle)‏ هي بلدية في مقاطعة تيرني في إقليم أومبريا الإيطالي.

## السكان
في سنة 1861 بلغ عدد السكان 2٬354 نسمة، وتطور العدد ليصل في سنة 2011 لـ 1٬695 نسمة.
يظهر هذا المخطط البياني تطور النمو السكاني لـ فيكولي (أومبريا)